# Lämneå Bruk

Lämneå Bruk AB, tidigare Lämneå stångjärnsbruk, i Lämneå, Ljusfallshammar, är ett företag som bygger maskiner för tråddragningsindustrin. Den tråd som tillverkas med hjälp av de maskiner som Lämneå Bruk tillverkar används bland annat för svetstråd, svetselektroder, fjädrar, rörtråd, spik och skruv.

## Historik
Lämneå stångjärnsbruk var belägget i Tjällmo socken, Finspånga läns härad. Bruket flyttades hit från Finspångs bruk och byggde upp sin verksamhet på Kopperorps frälsehemmans ägor. De fick tillstånd att anlägga ett bruk 25 november 1727 av Bergskollegium. På 1750-talet fanns här en hammare med två härdar. Bruket hörde med såg och kvarn under Finspångs bruk till år 1811, då det köptes därifrån av brukspatron Per Wassrin. År 1815 uppbyggdes en plåthammare med glödugn och två härdar. Bruket erhöll samma år privilegium för skärverk och valsverk med glödugn. Efter Wassrins död 1841, tillhörde bruket med underlydande, sonen ryttmästaren Fredrik Wilhelm Wassrin. Han sålde det 1844 till friherre Adolf Julius Adelswärd (1812–1864). Stångjärnsbruket med två härdar, en hammare med oinskränkt smide och manufakturverket med två plåtugnar, skärverk och valsverk hade 1860 en tillverkning av 9076 centner (varav 5559 centner förädlades). Därefter köptes det av brukspatron Nils Fredrik Tisell till Hättorp. Efter Tisell tillhörde bruket hans måg, löjtnanten Henrik Vult von Steyern. Han i sin tur sålde bruket till sin syster Götha Tisell. På 1870-talet ägdes bruket av Haddebo bruksbolag.
Företaget har haft verksamhet inriktad på tråddragning sedan början 1900-talet. Nuvarande ägarfamilj köpte företaget 1958. Konjunkturnedgången 2008-2009 påverkade företaget kraftigt, genom att minskad aktivitet i fordonsindustrin gjorde att efterfrågan på företagets produkter minskade kraftigt. Nära halva arbetsstyrkan varslades och sades upp under 2009.